# Comuna Rakiv Lis, Kamin-Kașîrskîi
Rakiv Lis (în ucraineană Раків Ліс) este o comună în raionul Kamin-Kașîrskîi, regiunea Volînia, Ucraina, formată din satele Pidricicea și Rakiv Lis (reședința).

## Demografie
Componența lingvistică a satului Rakiv Lis
     Ucraineană (99,63%)
     Alte limbi (0,35%)
Conform recensământului din 2001, majoritatea populației satului Rakiv Lis era vorbitoare de ucraineană (99,63%), existând în minoritate și vorbitori de alte limbi.